# Benjamin Hirsch Auerbach

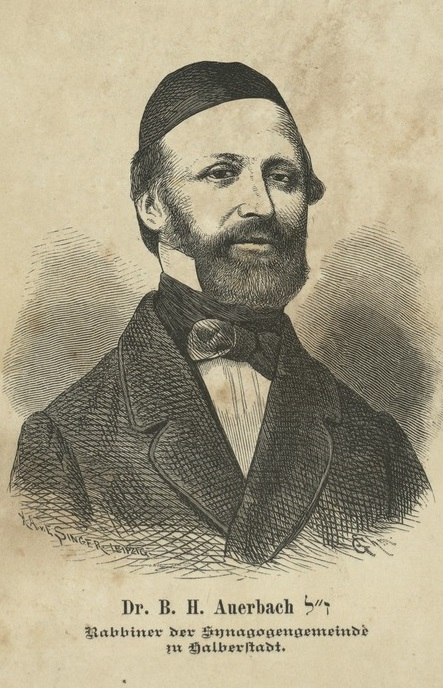
Benjamin Hirsch Auerbach

Benjamin Hirsch Auerbach, auch Zevi Benjamin ben Abraham (* 21. Juni 1808 in Neuwied, Herzogtum Nassau; ✡ 30. September 1872 in Halberstadt, Provinz Sachsen) war ein deutscher Rabbiner.

## Leben und Wirken
Benjamin Hirsch (Zewi) Auerbach war der Sohn des Bonner Rabbiners Abraham Ben Abiezri Selig Auerbach (* 1763 in Bouxwiller/Unterelsass; ✡ 3. November 1767 in Bonn) und der Esther-Rebekka Oppenheim. Er erhielt seine erste Ausbildung bei seinem Vater und studierte danach fünf Jahre lang bei Löb Carlburg in Krefeld, anschließend mehrere Jahre bei Koppel Bamberger in Worms. 1828 wurde er von beiden Lehrern ordiniert. 1831 bis 1834 studierte er an den Universitäten in Bonn und Marburg. Am 28. Juli 1834 promovierte er an der Universität Gießen. Im selben Jahr bestand er die Rabbinatsprüfung beim Prälaten Dr. Köhler in Darmstadt. Seine Studienzeit war geprägt durch eisernen Fleiß und bittere Armut.
Er hielt schon als Rabbinatskandidat Predigten und war einer der ersten orthodoxen Prediger in Deutschland. In Hanau wurde er als Rabbiner gewählt, legte die Stelle aber nach kurzer Zeit nieder, um am 2. Januar 1835 Landesrabbiner in Darmstadt zu werden.
Sein 1839 veröffentlichtes neuorthodoxes Lehrbuch scheiterte. Der Trierer Rabbiner verweigerte die Approbation. Ab 1840 geriet er in Konflikt mit dem Gemeindevorstand in Darmstadt, während ihn die 98 Landgemeinden unterstützten. 1844 unterzeichnete Auerbach den Aufruf gegen die Beschlüsse der ersten deutschen Rabbinerversammlung.
1863 wurde er Rabbiner in Halberstadt.
Er war mit Lea Frenkel (*1814; ✡ 23. Mai 1884), Tochter des Kreisvorstehers Eisemann Frenkel aus Witzenhausen in Kurhessen, verheiratet. Sein Sohn Siegmund Selig Aviezri Auerbach (* 24. Dezember 1840 in Darmstadt; ✡ 21. September 1901 in Halberstadt), sein Enkel Isak Emil Auerbach (* 4. August 1870 in Fürth; ✡ 20. Mai 1932 in Frankfurt) und sein Urenkel Hirsch (Zewi) Benjamin Auerbach (* 20. Februar 1901 in Leipzig; ✡ 27. Januar 1973 in Tel Aviv) waren seine Nachfolger als Rabbiner in der Synagogengemeinde Halberstadt. Urenkel Hirsch Benjamin war von 1932 bis 1938 der letzte Rabbiner von Halberstadt. Er gründete in Palästina den „Verein ehemaliger Halberstädter Juden“.

## Publikationen (Auswahl)
- Festpredigten, nebst archäologischen Bemerkungen. Marburg 1834.
- Auswahl gottesdienstlicher Vorträge in dem israelischen Gotteshause zu Darmstadt gehalten. Darmstadt 1837.
- Tōrath’Ämäth. Lehrbuch der israelitischen Religion nach den Quellen bearbeitet. Zum Gebrauche in den obersten Klassen der Religionsschulen, mit sehr wichtigen erläuternden Anmerkungen für Eltern, Lehrer, angehende Theologen. Approbirt von den Großherzogl. Hessischen Rabbinern zu Bingen, Friedberg, Mainz, Michelstadt, Offenbach, Worms, von den Kgl. Preuss. Isr. Consistorien zu Bonn und Crefeld und von fünf und dreißig anderen israelitischen Geistlichen des Auslandes. Darmstadt 1839, Neuauflage: Gießen 1893.
- Beitrag zu den Rabbinischen Gutachten gegen den Frankfurter Reformverein. 1844.
- Sendschreiben an den ehrwürdigen Oberjuristen und Oberrabbinen Salomon Löb Rapoport zu Prag. In: Samuel Enoch (Hrsg.): Der treue Zions-Wächter. Organ zur Wahrung der Interessen des orthodoxen Judenthums. Altona 1845, S. 5 f., 14.
- Geschichte der israelitischen Gemeinde Halberstadt (von den Anfängen bis 1844). Halberstadt 1866.
- Berith Abraham, oder die Beschneidungsfeier und die dabei stattfindenden Gebete und Gesänge. In’s Deutsche übersetzt und mit einer ausführlichen literarhistorischen Einleitung versehen. Frankfurt am Main 1869; 2. Aufl. 1880.